# Apache HBase
Apache HBase е с отворен код, не-релационни, разпределени бази от данни по модела на Google BigTable и е написан на Java. Той е разработен като част от Apache Software Foundation под името „Apache Hadoop project“, и предоставя подобни на Bigtable възможности за Hadoop. Това означава, че поддържа отказ за съхраняване на големи количества от излишни данни.
HBase е алтернатива на класически SQL база данни, въпреки че нейната производителност се е подобрило, и сега обслужва няколко задвижвани от данни уебсайтове, включително Facebook платформата за съобщения.
Apache HBase започва като проект от компанията Powerset от необходимостта да се обработват огромни количества данни. Facebook избрира за изпълнение на своята нова платформа за съобщения, да използва HBase през ноември 2010 г.